# تران هیو نگان
تران هیو نگان (زاده ۲۶ ژوئن ۱۹۷۴)  تکواندوکار ویتنامی است که در المپیک تابستانی ۲۰۰۰ در وزن ۴۹-۵۷ کیلوگرم بانوان به رقابت پرداخت و موفق به کسب مدال نقره شد. این تنها مدال ویتنام در بازیهای المپیک تابستانی ۲۰۰۰ و اولین مدال از چهار مدال المپیکی آنها بود. 
نام (نگان) به معنی فلز است. 

## یادداشت ها و منابع
1. ↑  "Hieu Ngan Tran". databaseOlympics. Archived from the original on 2008-08-23. Retrieved 2008-08-10.
2. ↑  "Medal first for Vietnam". BBC Sport Online. 2000-09-28. Retrieved 2008-08-10.